# IdeaPad
IdeaPad（アイデアパッド）とは、レノボ社が製造・販売する、消費者向けのノートパソコンのシリーズである。

## 名称
「Idea」は、2008年1月に発表されたレノボのコンシューマー（消費者）向けパーソナルコンピュータの新しいブランドである。
従来のビジネス向けであるノートブックPCのThinkPad、デスクトップPCのThinkCentreなどに対して、コンシューマ向けとしてノートブックPCのIdeaPad、タブレットPCのIdeaPad Tablet、デスクトップPCのIdeaCentreが設定されている。

## 概要
IdeaPadはレノボの消費者向けノートブックPCのシリーズで、現在はワイドノートのYシリーズ、モバイルノートのUシリーズ、超軽量ノート（いわゆるネットブック）のSシリーズに、タブレットPCのKシリーズとAシリーズを加えた計5シリーズで構成されている。
2008年1月にIdeaPadおよびIdeaCentreのブランド発表と同時に、IdeaPad Y510、Y710、U110が発表された。2008年8月にはネットブックであるIdeaPad S10が399ドルで発表され、10月に発売された（日本では12月にS10eが発売された） 。2009年7月11日にはS10-2（エステンダッシュツー）が発売された。そして、Sシリーズ以外のラインナップは2009年8月19日にY及びUシリーズの一部モデルの導入を発表し、9月5日から発売が開始された。
特徴として、セキュリティチップを搭載しないなどビジネス用途における高度なセキュリティ管理を必要としない一般ユーザーに向けた製品である。認証システムとしては指紋認証を採用しているThinkPadに対し内蔵のWebカメラによる顔認識システムのVeriFaceがを標準装備しており、登録すればパスワードの代わりに顔認証でWindowsへのログインができる。
なおIdeaPadは、Lenovo 3000などと同様にレノボ社が独自開発したシリーズである。IBMから買収したThinkPadとは異なりトラックポイントは搭載されていない。また「ACCESS IBM」、「TninkVantage」に似たボタンが存在するが起動時のリカバリーには使えないという違いもある。それ以外に関してはThinkPad同様ハードディスク、光学ドライブ、キーボードの取り外しが容易に行えるようビス穴付近にマークが掘り込まれているなどメンテナンス性（自己責任にて）など継承されている部分も多い。
また、タブレットPCは、2011年8月にK1、続いて10月にA1が発表・発売されている。
ネットブックは光学ドライブ非搭載のため他の海外メーカー製ネットブック同様リカバリーディスク作成は出来ないが、レノボにて注文することが可能である。
日本国内では2025年5月時点で、IdeaPad Pro、IdeaPad、IdeaPad Slimが販売されている。

## モデル
- Sシリーズ（超軽量ノート、いわゆるネットブック）
  - S9
  - S9e
  - S10（モデルにより、3セルバッテリー、512MBのメモリー、80GBのハードディスクドライブ、赤・黒・白の色を持つ[6]。青とピンクは2008年10月に発売された。）
  - S10e
  - S12 HDビデオ再生機能を持つThe Ideapad S12
  - S10-2（エステンダッシュツー）
  - S10-3
  - S10-3s
  - S10-3t（タブレットPC）
  - S12

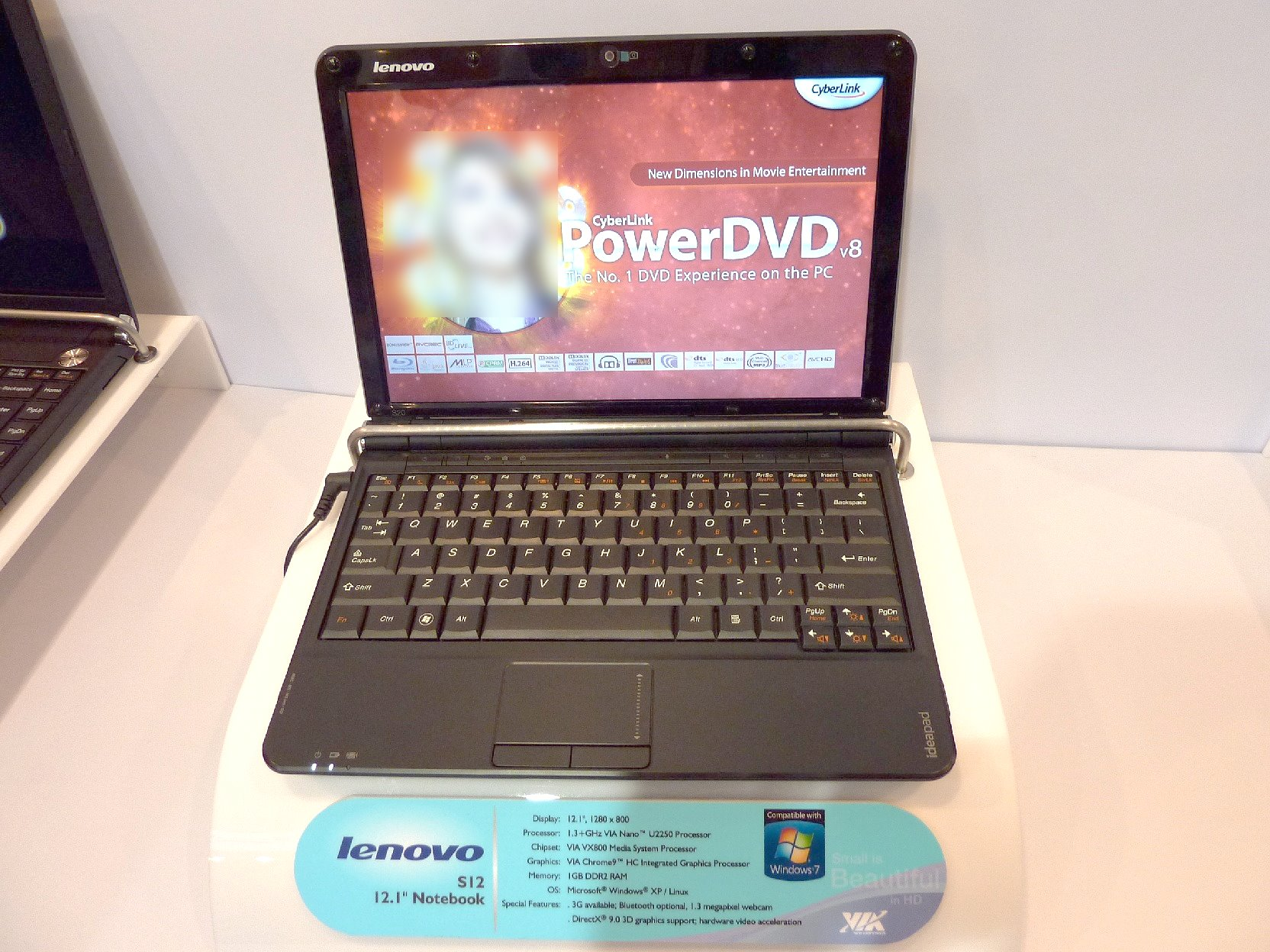
HDビデオ再生機能を持つThe Ideapad S12

- Yシリーズ（ワイドノート、日本では2010年9月現在Y550/Y560のみ発売）
  - Y310
  - Y330
  - Y410
  - Y430
  - Y450
  - Y460
  - Y510
  - Y530
  - Y550
  - Y560
  - Y650
  - Y710
  - Y730
- Uシリーズ（モバイルノート）
  - U110（日本では未発売）
  - U160
  - U165 （CPU:Athlon II Neo K325, RAM:2GB, HDD:250GB, チップセット:AMD M880G）
  - U330（日本では未発売）
  - U350（日本では2009年8月19日発表、9月5日発売[7]）
  - U450p
  - U1（日本では未発売）
- Zシリーズ（ベーシックモデル、日本では2010年9月現在Z560のみ発売）
  - Z360（日本では未発売）
  - Z460（日本では未発売）
  - Z560
- Tablet Kシリーズ（タブレットPC）IdeaPad Tablet

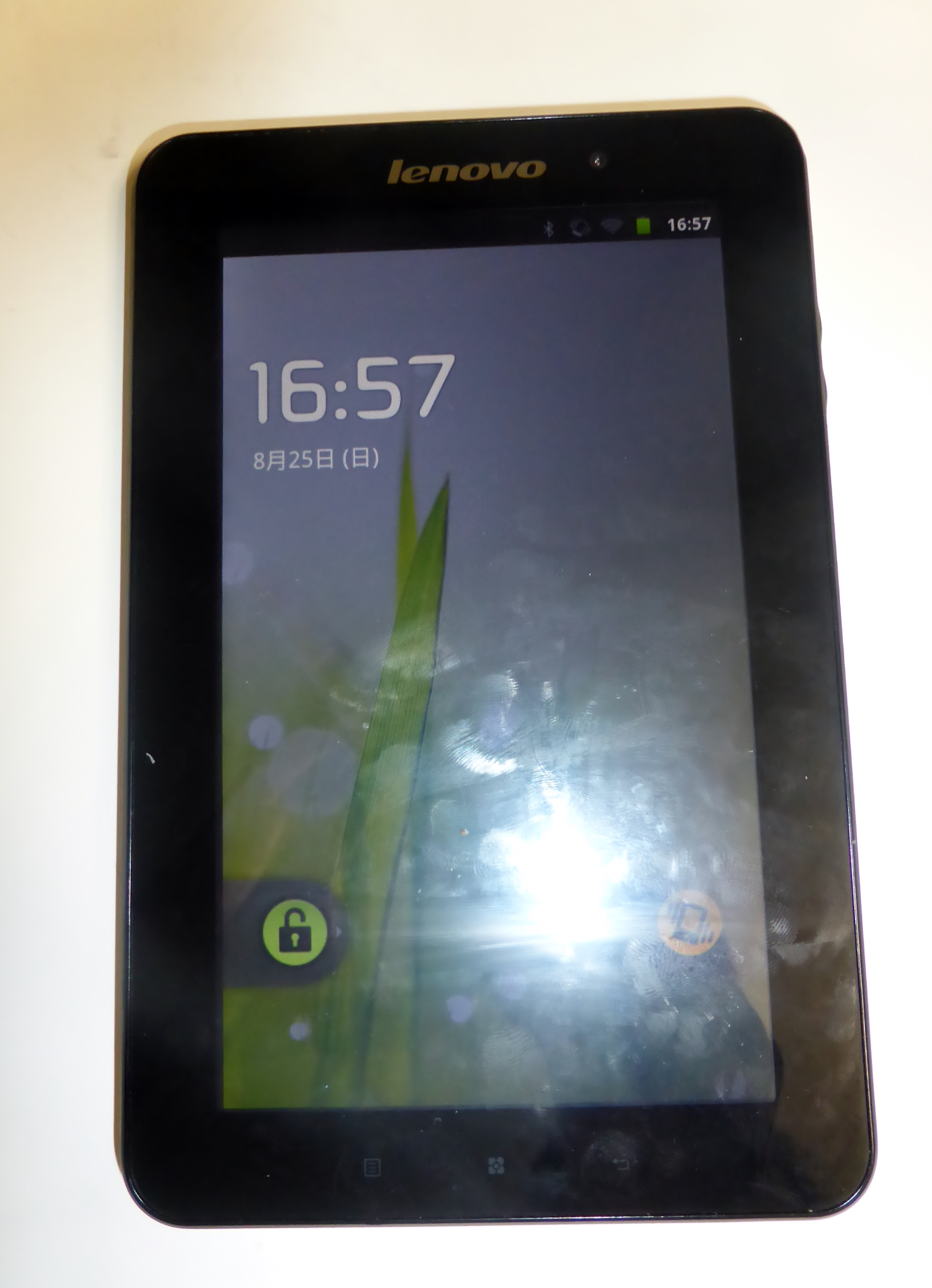
IdeaPad Tablet

  - K1（10.1型, CPU:Tegra, RAM:1GB, SSD:32GB ）
- Tablet Aシリーズ
  - A1（7型, CPU:OMAP 3622, RAM:512MB, SSD:16GB）

## 参照
1. ↑  Lenovo Enters Worldwide Consumer PC Market with New "Idea" Brand
2. ↑  レノボ・ジャパン、コンシューマー市場へ参入 初の消費者向けウルトラモバイルPC「IdeaPad S10e」を発表
3. ↑  レノボ・ジャパン、さらなるポータビリティとデザイン性を追求した IdeaPadの新シリーズを発表
4. ↑  2011年8月2日発表、8月26日発売。
5. ↑  2011年10月13日発表、10月28日発売。
6. ↑  Lenovo S10 Released
7. ↑  レノボ・ジャパン、超低電圧プロセッサ搭載のノートPCを7万円で発売 - ITPro